# 별의 반짝임이여/여름을 기다리는 돛처럼
〈별의 반짝임이여/여름을 기다리는 돛처럼〉(일본어: 星のかがやきよ/夏を待つセイル(帆)のように 호시노카가야키요/나츠오마츠세이루노요니[*])은 일본의 밴드 ZARD의 40번째 싱글 앨범으로, 2005년 4월 20일 발매되었다. (12cm CD: JBCJ-6006) 이 싱글은 양 A사이드로서 발매되었으며, 이는 1994년 발표한 〈이 사랑에 지칠때도/Boy〉이후 11년만이 된다. 두 곡 모두 작사 ·  작곡 ·  편곡자가 동일하며, 작사는 사카이 이즈미가, 작곡은 오노 아이카가, 편곡은 하아마 타케시가 맡았다.
역시 두 곡 모두 애니메이션 《명탐정 코난》의 주제가로 사용되었는데, 〈여름을 기다리는 돛처럼〉이 시기상 먼저 쓰였으며 이는 4월 9일 개봉한 극장판 애니메이션 《명탐정 코난: 수평선상의 음모》였다. 이로부터 9일 후에 〈별의 반짝임이여〉가 본편의 오프닝 곡으로 사용되었다.
싱글은 오리콘 주간 싱글차트에서 2위에 올랐는데, 이는 1999년 발표한 29번째 싱글 〈세계는 분명 미래에서〉 이후 꽤나 오랜만에 기록한, 차트 3위권 이내의 기록이다. 이 싱글은 13주간 차트에 머물렀다.

## 수록곡
| #            | 제목                                                        | 작사          | 작곡         | 편곡          | 재생 시간 |
| ------------ | ----------------------------------------------------------- | ------------- | ------------ | ------------- | --------- |
| 1.           | 〈〈별의 반짝임이여〉〉 (星のかがやきよ)                    | 사카이 이즈미 | 오노 아이카  | 하야마 타케시 | 3:50      |
| 2.           | 〈〈여름을 기다리는 돛처럼〉〉 (夏を待つセイル(帆)のように) | 사카이 이즈미 | 오노 아이카  | 하야마 타케시 | 4:37      |
| 3.           | 〈〈별의 반짝임이여〉〉 (Instrumental)                      |               |              |               | 3:50      |
| 4.           | 〈〈여름을 기다리는 돛처럼〉〉 (Instrumental)               |               |              |               | 4:35      |
| 총 재생 시간 | 총 재생 시간                                                | 총 재생 시간  | 총 재생 시간 | 총 재생 시간  | 16:52     |